# Ilê Axé Ijino Ilu Oróssi
O Ilê Axé Ijino Ilu Oróssi é um terreiro de candomblé localizado no bairro Cidade Nova, em Salvador, na Bahia, no Brasil. Foi fundado em 1981. Atualmente, é dirigido pelo babalorixá Pai Antonio de Obaluaiê (José Antonio de Almeida, Baba Lokanfu.Toluaye), iniciado a 3 de Janeiro de 1976 na nação Queto. Encontra-se registrado na Federação do Culto Afro-Brasileiro de Salvador desde 16 de Maio de 1984. Foi incluído no Programa de Mapeamento dos Terreiros de Candomblé de Salvador em 2008.

## Galeria

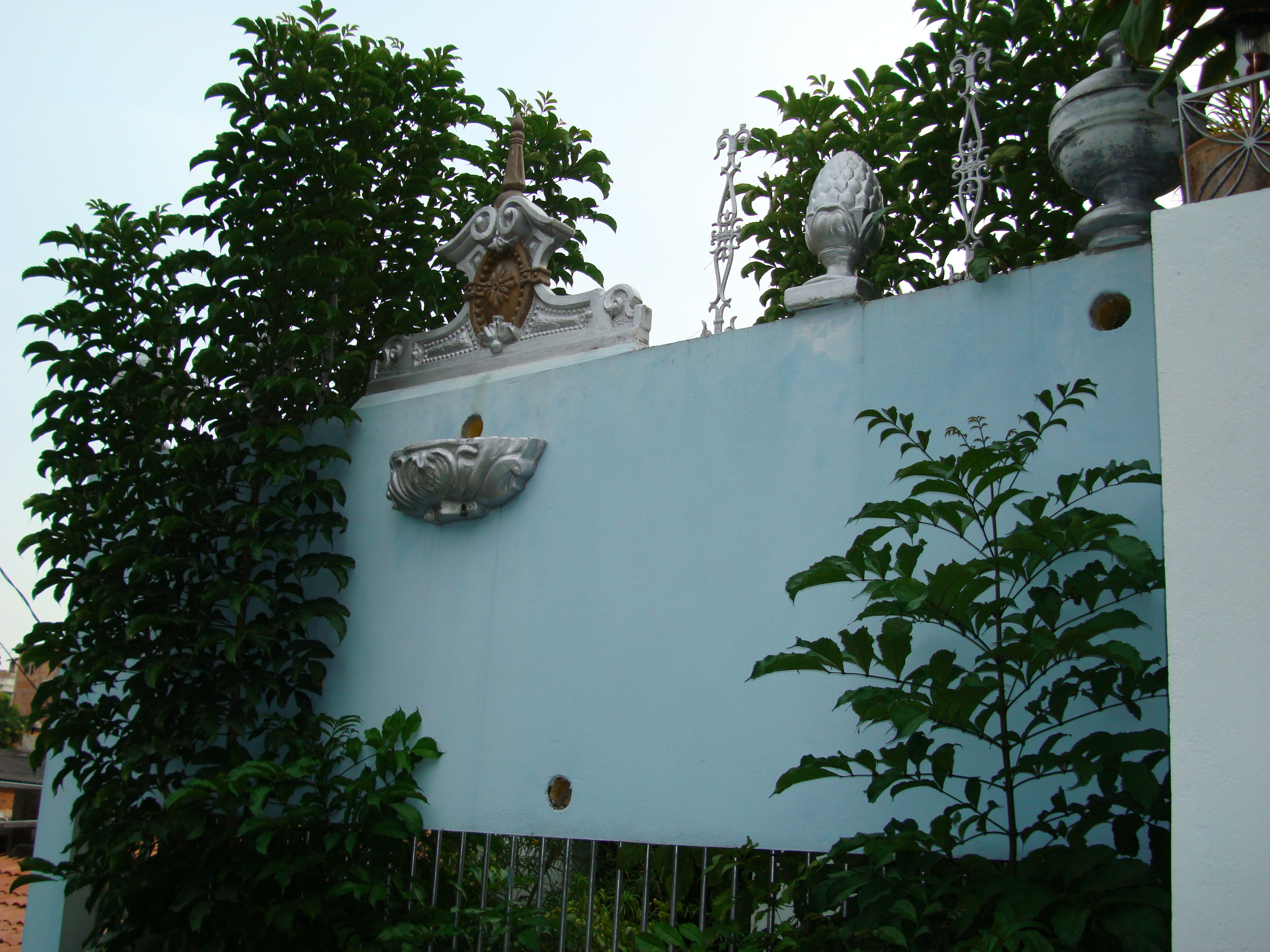
Entrada do Ile Ase Ijino Ilu Orossi
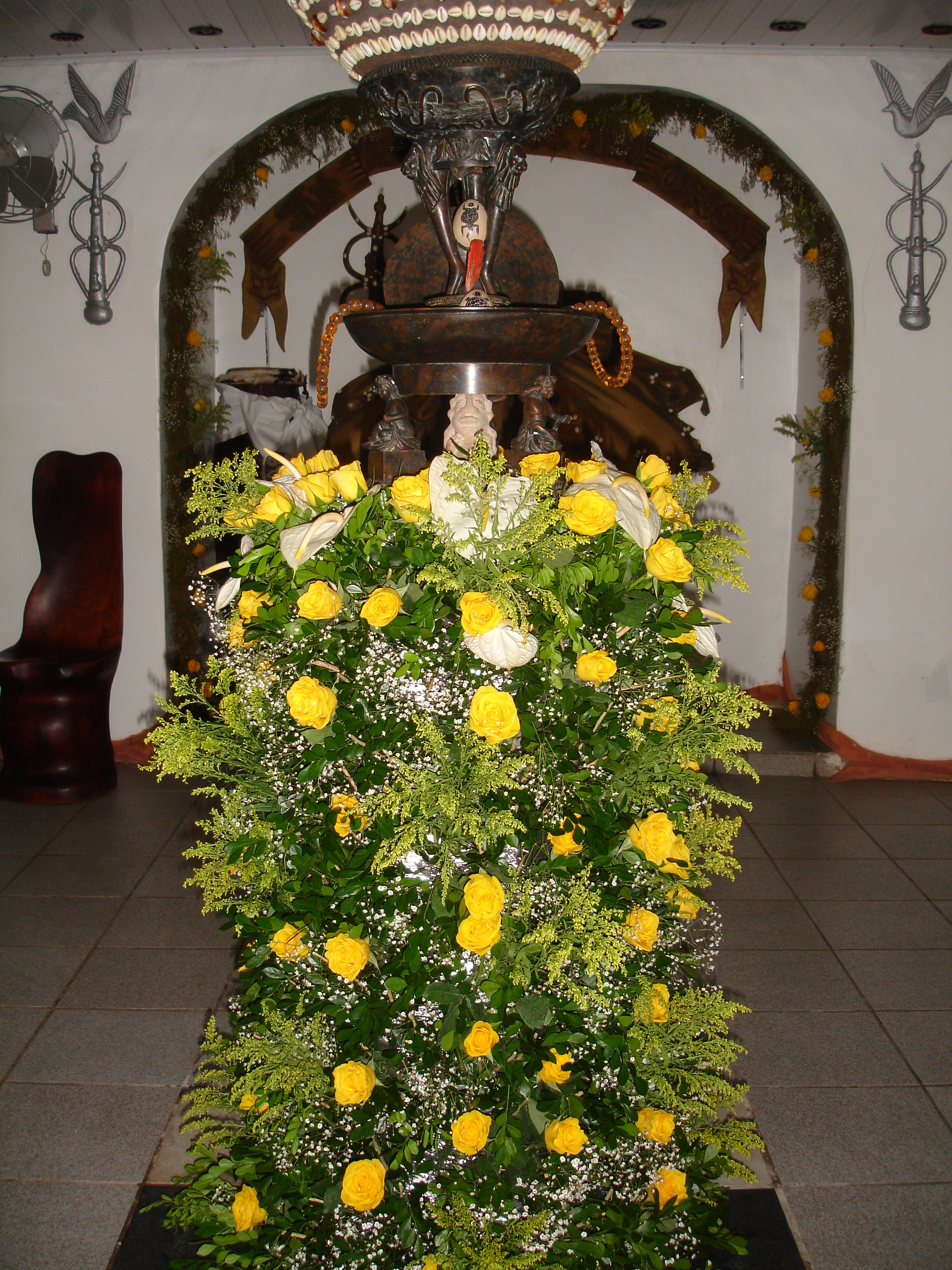
Festa (Agosto de 2007)
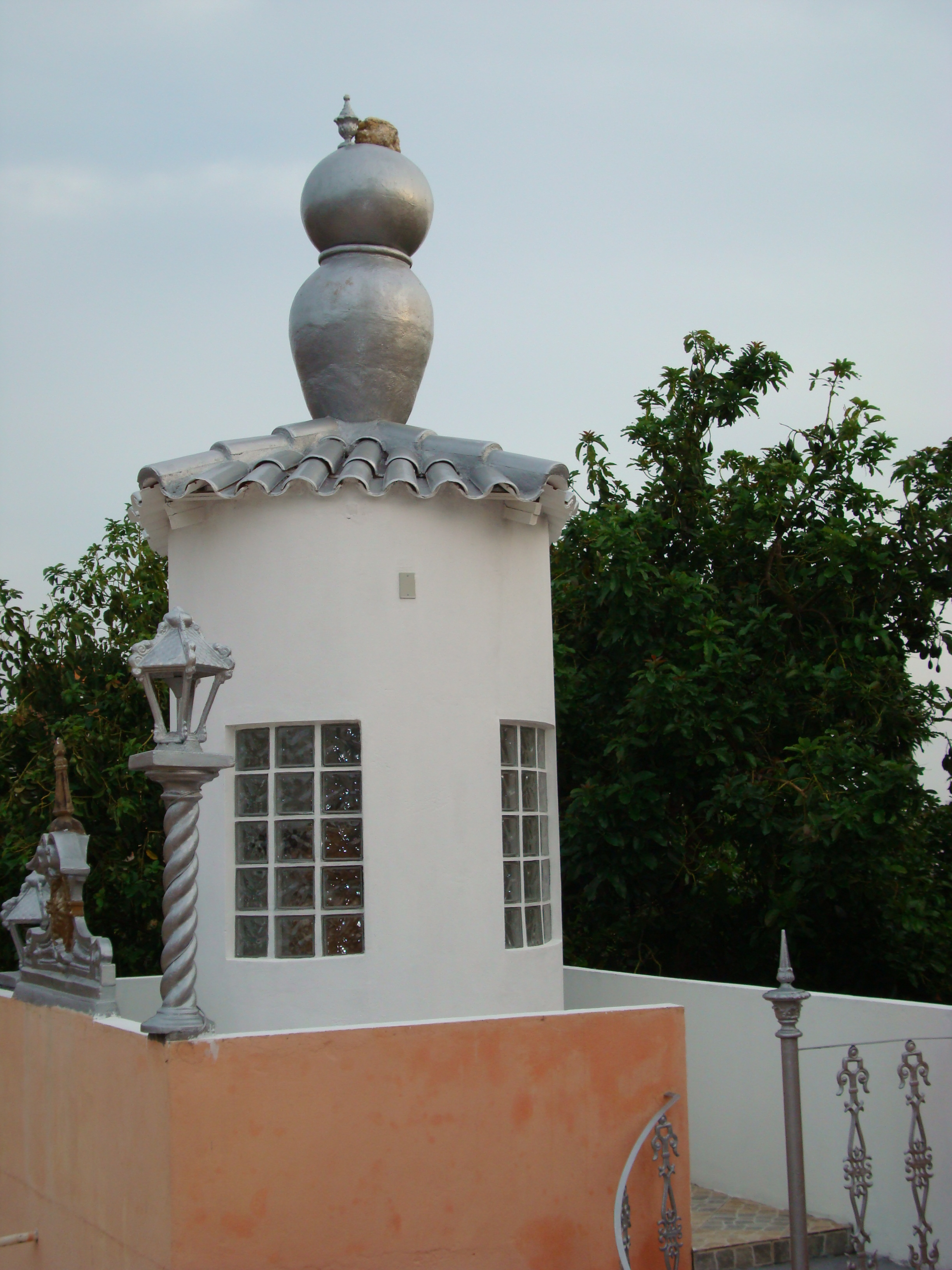
Casa de Oxumarê